# Henryk Piekarski
Henryk Piekarski (ur. 7 czerwca 1962 w Kątach Wrocławskich) – polski żużlowiec.

## Kariera sportowa
W lidze zadebiutował 24 maja 1981 roku podczas spotkania Sparta Wrocław - Stal Rzeszów, w jednym starcie zaliczając upadek. Jednak już w kolejnym meczu w Lublinie był najlepszym zawodnikiem drużyny, zdobywając osiem punktów i wygrywając jeden z wyścigów. We wrocławskim zespole jeździł przez trzy kolejne sezony, które były ciężkie w ówczesnej historii klubu. Później przeniósł się na dwa sezony do GKM-u Grudziądz. Jednak później powraca do Wrocławia. Za jego największy sukces można zaliczyć zdobycie dwóch złotych medali za zdobycie tytułu Drużynowego Mistrza Polski na żużlu w sezonach 1993 i 1994. Jednak wówczas był tylko rezerwowym, ponieważ według ówczesnego trenera wrocławskiego klubu - Ryszarda Nieścieruka, byli lepsi w postaci m.in. Wojciecha Załuskiego, Tommy'ego Knudsena, Dariusza Śledzia czy Piotra Barona. Do największych sukcesów indywidualnych należy zaliczyć zwycięstwo w memoriale dra Lecha Barana w 1990 roku.  W wieku 33 lat  po sprowadzeniu dwóch utalentowanych juniorów - Jasona Crumpa i Piotra Protasiewicza - Piekarski musiał szukać nowego pracodawcy. Sezon 1995 spędził w Cemwapie Opole. Na tle wyraźnie słabszych kolegów prezentował się całkiem dobrze, uzyskując średnią biegopunktową 1,583. Najlepiej spisał się w spotkaniu ze Śląskiem Świętochłowice, w którym zdobył dziesięć punktów.

## Kluby
- Sparta Wrocław: 1981-1983, 1986-1994
- GKM Grudziądz: 1984-1985
- Cemwap Opole: 1995

## Sukcesy
drużynowe mistrzostwa Polski
- 1993 - tytuł mistrzowski
- 1994 - tytuł mistrzowski

młodzieżowe indywidualne mistrzostwa Polski
- 1983 - XII miejsce

Złoty Kask
- 1989 - VIII miejsce

Srebrny Kask
- 1983 - V miejsce

Brązowy Kask
- 1981 - VIII miejsce

indywidualny Puchar Polski
- 1987 - rezerwowy
- 1988 - XIII miejsce